# Picornavirales
I Picornavirales sono un ordine di virus con genoma ad RNA a singolo filamento a senso positivo. L'estermità 5' del genoma è legata ad una proteina VPg, mentre l'estremità 3' è di norma poliadenilata. In fase di replicazione il genoma viene tradotto in una o più poliproteine che maturano grazie ad un'attività autoproteolitica. Il capside è a forma icosaedrica e non è dotato di involucro. I picornavirales si distinguono dagli altri virus a ssRNA+ anche per alcune proteine specifiche, in particolare una RNA polimerasi RNA-dipendente conservata nelle diverse specie.

## Classificazione
In base alla classificazione ICTV, l'ordine Picornavirales è diviso in otto famiglie (anche se alcuni autori considerano la sottofamiglia Comovirinae come famiglia a sé), tra cui la più studiata è la famiglia dei Picornaviridae, della quale fanno parte gli enterovirus ed hepatovirus umani.
- Caliciviridae
- Dicistroviridae
- Iflaviridae
- Marnaviridae
- Picornaviridae
- Polycipiviridae
- Secoviridae
- Solinviviridae